# Orta Yemezli
Orta Yemezli est un village de la région de Zangilan en Azerbaïdjan.

## Histoire
En 1993-2020, Orta Yemezli était sous le contrôle des forces armées arméniennes. En 2020, le village d'Orta Yemezli a été restitué sous le contrôle de l'Azerbaïdjan.